# Condado de Aguilar de Inestrillas
El condado de Aguilar de Inestrillas es un título nobiliario español creado el 19 de septiembre de 1475 por los Reyes Católicos a favor de Alonso Ramírez de Arellano y Enríquez de Castilla, IV señor de Cameros.
El rey Felipe IV le concedió la grandeza de España el 4 de abril de 1640 a Juan Ramírez de Arellano y Manrique, señor de la Casa de Arellano, el VIII conde de Aguilar de Inestrillas.

## Condes de Aguilar de Inestrillas
|                                  | Titular                                                    | Periodo                          |
| Creación por los Reyes Católicos | Creación por los Reyes Católicos                           | Creación por los Reyes Católicos |
| -------------------------------- | ---------------------------------------------------------- | -------------------------------- |
| I                                | Alonso Ramírez de Arellano y Enríquez de Castilla          | 1475-1494                        |
| II                               | Carlos Ramírez de Arellano y Mendoza                       | 1495-1514                        |
| III                              | Alonso Ramírez de Arellano y Zúñiga                        | 1524-1522                        |
| IV                               | Ana Ramírez de Arellano y Zúñiga                           | 1522-                            |
| V                                | Felipe Ramírez de Arellano y Ramírez de Arellano           | -1590                            |
| VI                               | Pedro Ramírez de Arellano y Zúñiga                         | 1590-1604                        |
| VII                              | Felipe Ramírez de Arellano y Zúñiga                        | 1604-1620                        |
| VIII                             | Juan Ramírez de Arellano y Manrique de Lara                | 1620-1643                        |
| IX                               | Juan Domingo Ramírez de Arellano y Mendoza                 | 1643-1668                        |
| X                                | María Antonia Ramírez de Arellano y Guevara                | 1668-1675                        |
| XI                               | Íñigo de la Cruz Manrique de Lara y Ramírez de Arellano    | 1675-1733                        |
| XII                              | Valerio de Zúñiga y Fernández de Córdoba Pimentel          | 1733-1751                        |
| XIII                             | María Vicenta de Zúñiga y Pacheco                          | 1751-1773                        |
| XIV                              | María de la Portería Osorio de Moscoso de Zúñiga y Pacheco | 1773-1776                        |
| XV                               | Manuel Bernardino de Carvajal y Zúñiga                     | 1776-1783                        |
| XVI                              | Ángel María de Carvajal y Gonzaga                          | 1783-1793                        |
| XVII                             | Manuel Guillermo de Carvajal y Fernández de Córdoba        | 1793-1816                        |
| XVIII                            | Ángel María de Carvajal y Fernández de Córdoba y Gonzaga   | 1816-1839                        |
| XIX                              | Ángel María de Carvajal y Téllez-Girón                     | 1839-1890                        |
| XX                               | Agustín de Carvajal y Fernández de Córdoba                 | 1890-1915                        |
| XXI                              | Agustín de Carvajal y Quesada                              | 1915-1933                        |
| XXII                             | Alfonso Agustín de Carvajal y Guzmán                       | 1933-1956                        |
| XXIII                            | Agustín de Carvajal y Fernández de Córdoba                 | 1967-actual titular              |

## Historia de los condes de Aguilar de Inestrillas
- Alonso Ramírez de Arellano y Enríquez de Castilla (m. 1494), I conde de Aguilar de Inestrillas,[1] IV señor de los Cameros, de Aguilar de Inestrillas, Luezas, y más lugares, ricohombre de Castilla, capitán general de la frontera de Navarra en 1466 y de Aragón en 1472. Era hijo de Juan Ramírez de Arellano, III señor de Cameros, y de Isabel Enríquez de Mendoza.[2]

Casó con Catalina de Mendoza, hija de Diego Hurtado de Mendoza, I duque del Infantado, y de Brianda de Mendoza. Le sucedió su hijo:
- Carlos Ramírez de Arellano y Mendoza (m. 1514), II conde de Aguilar de Inestrillas.[1]

Casó con Juana de Zúñiga. Le sucedió su hijo:
- Alonso Ramírez de Arellano y Zúñiga (m. 13 de noviembre de 1522), III conde de Aguilar de Inestrillas.[1]

Casó con Catalina de Zúñiga. Le sucedió su hija:
- Ana Ramírez de Arellano y Zúñiga, IV condesa de Aguilar de Inestrillas.[1]

Casó con su tío carnal, Pedro Ramírez de Arellano y Zúñiga, hermano de su padre. Le sucedió su hijo:
- Felipe Ramírez de Arellano y Ramírez de Arellano (m. 29 de marzo de 1590), V conde de Aguilar de Inestrillas.[1]

Casó en primeras nupcias con María de Zúñiga, hija de Pedro de Zúñiga, I marqués de Aguilafuente. Contrajo un segundo matrimonio con Luisa Manrique de Lara, hija de Inés Manrique de Lara, VI condesa de Prades. Le sucedió, de su primer matrimonio, su hijo:
- Pedro Ramírez de Arellano y Zúñiga (m. 1604), VI conde de Aguilar de Inestrillas.[3]

Casó con Luisa de Cárdenas y Carrillo de Albornoz. Sin descendientes. Le sucedió su hermano:
- Felipe Ramírez de Arellano y Zúñiga (m. 1620), VII conde de Aguilar de Inestrillas.[4]

Casó con Luisa Manrique de Lara y Manrique de Lara, hija de Enrique Manrique de Lara y Acuña y de Inés Manrique de Lara y Manrique de Luna, VI condesa de Paredes de Nava. Le sucedió su hijo:
- Juan Ramírez de Arellano y Manrique de Lara (m. 16 de junio de 1643), VIII conde de Aguilar de Inestrillas.[1]

Casó con María de Mendoza y Velasco, II marquesa de la Hinojosa (desde 1612). Le sucedió su hijo:
- Juan Domingo Ramírez de Arellano y Mendoza (14 de febrero de 1668), IX conde de Aguilar de Inestrillas[1] y III marqués de la Hinojosa.

Casó en primeras nupcias con Mariana de Guevara y Manrique de Lara y en segundas en Madrid (Real Capilla) el 24 de febrero de 1659 con María Agustina Sarmiento de Sotomayor, dama de la reina, representada por el pintor Diego Velázquez en el cuadro Las meninas. Le sucedió, de su primer matrimonio, su hija:
- María Antonia Ramírez de Arellano y Guevara (m. 4 de diciembre de 1675), X condesa de Aguilar de Inestrillas[1] y IV marquesa de la Hinojosa.

Casó con Rodrigo Manuel Manrique de Lara y Meneses, II conde de Frigiliana. Le sucedió su hijo:
- Íñigo de la Cruz Manrique de Lara y Ramírez de Arellano (1673-9 de febrero de 1733), XI conde de Aguilar de Inestrillas, V  marqués de la Hinojosa y III conde de Frigiliana.

Casó con Rosalía María Pignatelli. Sin descendientes. Le sucedió:
- Valerio de Zúñiga y Fernández de Córdoba Pimentel (m. 11 de febrero de 1751), XII conde de Aguilar de Inestrillas,[1] IX marqués de Aguilafuente y VII conde de Villalba.[8] Era hijo de Valerio Antonio de Zúñiga y Ayala, VIII marqués de Aguilafuente y VI conde de Villalba, y de su esposa Ana María Fernández de Córdoba y Pimentel, VIII marquesa de Távara, VI condesa de Villada y señora de Villafáfila.[8]

Casó con María Antonia Pacheco Téllez-Girón y Toledo. Le sucedió su hija:
- María Vicenta de Zúñiga y Pacheco (m. 1773), XIII condesa de Aguilar de Inestrillas,[8] X marquesa de Aguilafuente, VIII condesa de Villalba y XVII señora de Cameros.[8]

Casó con Vicente Osorio de Moscoso, gentilhombre de cámara con ejercicio, embajador en Turín y en Viena. Le sucedió su hija:
- María de la Portería Osorio de Moscoso de Zúñiga y Pacheco (m. 28 de septiembre de 1776), XIV condesa de Aguilar de Inestrillas,[1] XI marquesa de Aguilafuente, IX condesa de Villalba y XVIII señora de Cameros.[8]

Casó el 4 de mayo de 1774, en Madrid, con Francisco de Paula de la Cerda y Cernesio. Sin descendencia, le sucedió su tío:
- Manuel Bernardino de Carvajal y Zúñiga (Cáceres, 13 de diciembre de 1739-Cáceres, 6 de diciembre de 1783),[9] XV conde de Aguilar de Inestrillas,[10] VI conde de la Mejorada,[10] VII marqués de Valdefuentes, V duque de Abrantes,[11] VI duque de Linares,[10]  V marqués de Sardoal, VI marqués  de Puerto Seguro, X conde de Villalba, IV conde de la Quinta de la Enjarada, XII marqués de Aguilafuente[10] y consiliario de la Real Academia de Bellas Artes de San Fernando desde 1770.[9]

Casó, el 13 de diciembre de 1758, con María Micaela Gonzaga y Caracciolo (m. 9 de abril de 1777), hija del príncipe Francesco Gonzaga, I  duque de Solferino y de Giulia Quiteria Caracciolo. Le sucedió su hijo:
- Ángel María de Carvajal y Gonzaga (Madrid, 2 de marzo de 1771-13 de mayo de 1793), XVI conde de Aguilar de Inestrillas, VII conde de la Mejorada,[10] VIII marqués de Valdefuentes,[10] VI duque de Abrantes,[12] VII duque de Linares,[10] VI marqués de Sardoal, VII marqués de Puerto Seguro, VIII marqués de Navamorcuende,[10] V conde de la Quinta de la Enjarada y XI marqués de Villalba.[10]

Casó, en 1788, con María Vicenta Soledad Fernández de Córdoba y Pimentel, hija de Pedro de Alcántara Fernández de Córdoba, XII duque de Medinaceli, y de su segunda esposa, María Petronila de Alcántara Enríquez y Cernesio, VII marquesa de Mancera, grande de España.  Le sucedió su hijo:
- Manuel Guillermo de Carvajal y Fernández de Córdoba (Madrid, 1790-1816[10]), XVII conde de Aguilar de Inestrillas,[10] VIII conde de la Mejorada, IX marqués de Valdefuentes, VII duque de Abrantes,[13] VIII duque de Linares,[10] VII marqués de Sardoal,  VIII marqués de Puerto Seguro, IX marqués de Navamorcuende[10] XIV marqués de Aguilafuente y VI conde de la Quinta de la Enjarada.[10] Le sucedió su hermano:

- Ángel María de Carvajal y Fernández de Córdoba y Gonzaga (1793-20 de abril de 1839), XVIII conde de Aguilar de Inestrillas,[10] IX conde de la Mejorada, X marqués de Valdefuentes, VIII duque de Abrantes,[13] IX duque de Linares,[10] IX marqués de Puerto Seguro, VIII marqués de Sardoal, X marqués de Navamorcuende,[10]  VII conde de la Quinta de la Enjarada y XV marqués de Aguilafuente, caballerizo mayor de la reina Isabel II y ballestero y montero mayor.

Casó el 1 de enero de 1813, en Cádiz, con Manuela Téllez Girón y Pimentel, II condesa de Coquinas, En 24 de diciembre de 1848, le sucedió su hijo:
- Ángel María de Carvajal y Téllez-Girón (Madrid, 20 de noviembre de 1815-Madrid, 3 de enero de 1890), XIX conde de Aguilar de Inestrillas,[15] X conde de la Mejorada, XI marqués de Valdefuentes,[15] IX duque de Abrantes,[13] X duque de Linares,[15] IX marqués de Sardoal,  X marqués de Puerto Seguro, XI marqués de Navamorcuende,[15] VIII conde de la Quinta de la Enjarada, XVI marqués de Aguilafuente y XIV conde de Villalba.[15]

Casó en primeras nupcias, el 10 de febrero de 1840 con María África Fernández de Córdoba y Ponce de León (m. 1866), hija de Luis Fernández de Córdoba-Figueroa y Aragón, XIV duque de Medinaceli, y de su esposa María de la Concepción Ponce de León y Carvajal. Contrajo un segundo matrimonio, el 27 de abril de 1874, con Josefa Jiménez Molina Jiménez (m. 1903). Le sucedió su hijo del primer matrimonio:
- Agustín de Carvajal y Fernández de Córdoba (Madrid, 12 de marzo de 1848-29 de noviembre de 1915), XX conde de Aguilar de Inestrillas,[17] XV conde de Villalba[18] y caballero de la Orden de Montesa.

Casó en 1873 con Isidra Quesada y Gutiérrez de los Ríos, III marquesa de Miravalles, grande de España. Le sucedió su hijo:
- Agustín de Carvajal y Quesada (1875-1933), XXI conde de Aguilar de Inestrillas[19] y IV marqués de Miravalles.[19]

Casó, el 14 de septiembre de 1908, con María de las Mercedes Guzmán y O'Farrill. Le sucedió su hijo:
- Alfonso Agustín de Carvajal y Guzmán (1909-1956), XXII conde de Aguilar de Inestrillas y XVI conde de Villalba.[19]

Casó, el 28 de agosto de 1937, con María de los Ángeles Fernández de Córdoba y Parrella. Le sucedió su hijo:
- Agustín de Carvajal y Fernández de Córdoba (n. Fuenterrabía, 14 de noviembre de 1938), XXIII conde de Aguilar de Inestrillas.[19]

Casó el 20 de mayo de 1970, en Madrid, con María José Martínez Andina.